# 市役所停留場

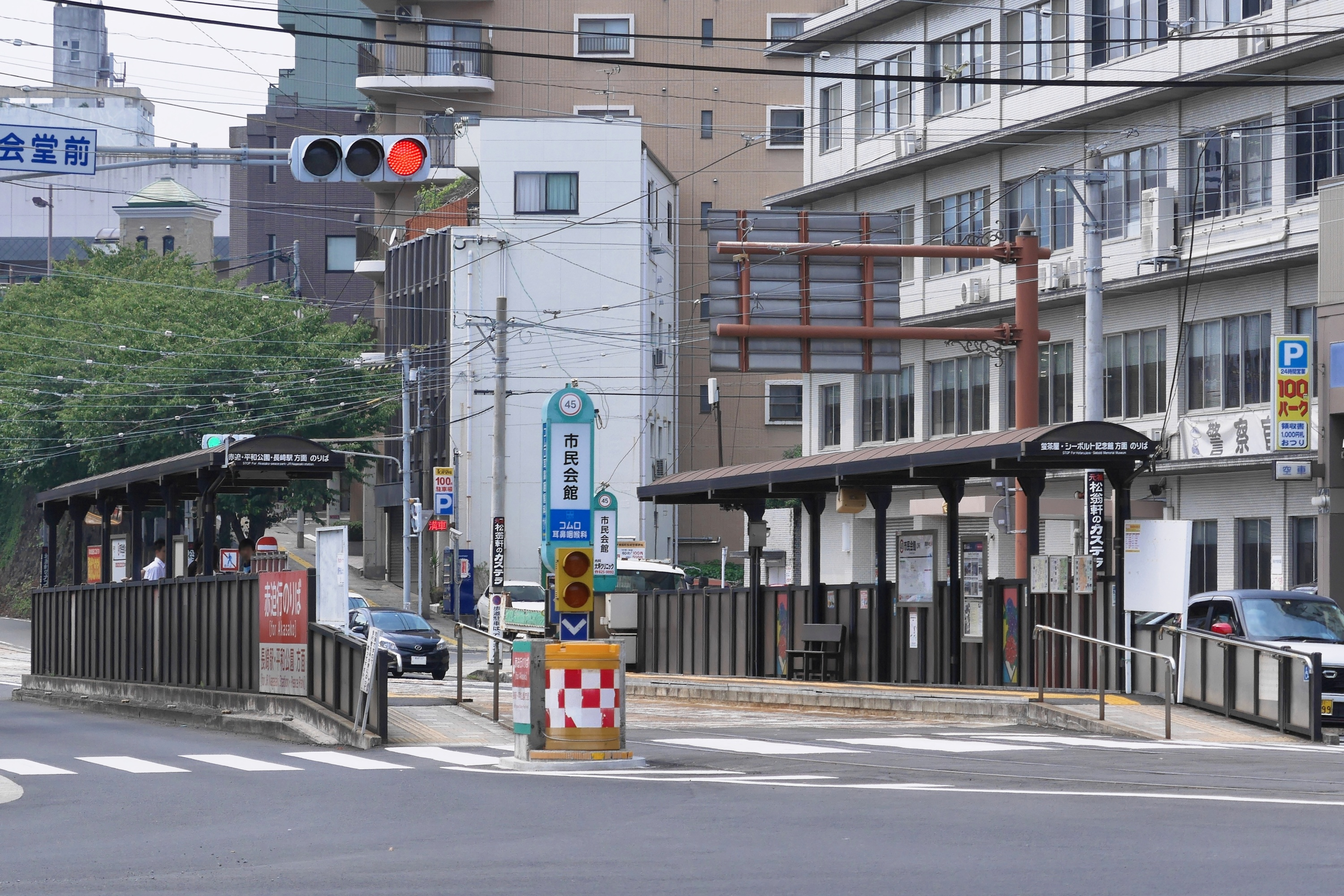
3系統乘車處

市役所停留場（日语：／ Shiyakusho teiryūjō */?），又稱市役所電車站，是位於長崎縣長崎市魚之町，長崎電氣軌道櫻町支線和螢茶屋支線的電車站。車站編號為45（櫻町支線）和38（螢茶屋支線）。

## 歷史
此電車站在1954年（昭和29年）啟用。此電車站前身為古町停留場（日语：／），該電車站所在地與現時的電車站相同。

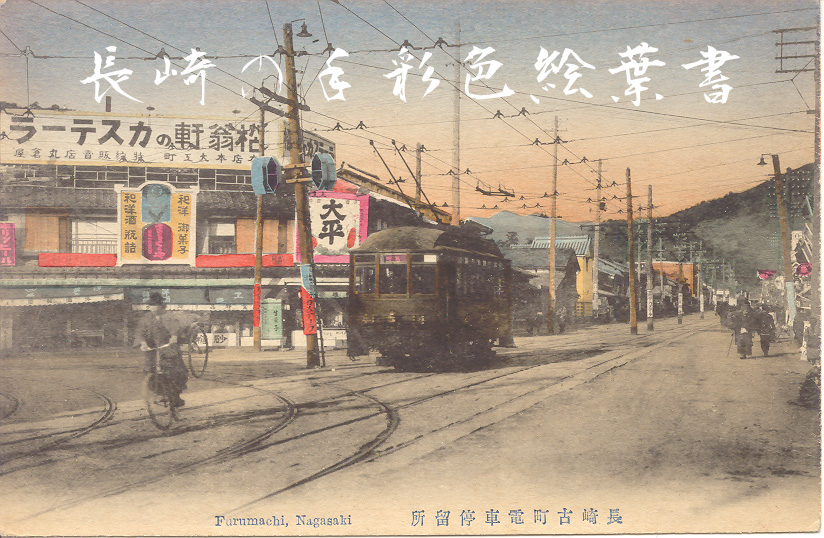
大正時代的古町停留場（手繪彩色圖片明信片）

古町停留場在1920年（大正9年）7月，櫻町至馬町之間開通時同時啟用。當時櫻町至古町之間的區間中，於國道34號路口為山頂，兩側的路軌設有坡度達40千分比的區間。同年12月，築町至古町之間開通，使此電車站可連接築町、馬町和櫻町三個方向（築町、馬町方向現時為螢茶屋支線，櫻町方向為櫻町支線）。
古町至櫻町之間跨越山嶺的區間在戰後的1954年（昭和29年）進行遷移，改為與國道立體相交。在走線變更時，古町停留場廢止。取而代之該電車站向築町一方遷移，成為現時電車站的一部分。電車站名稱當初為桶屋町停留場（日语：／），在1963年（昭和38年）改名為公會堂前停留場（日语：／）。
「公會堂前」這個名稱取自曾經存在的長崎市公會堂，公會堂隨著老化等問題便於2015年3月尾廢止。但是電車站名稱沒有因此而更改，直至2018年（平成30年）才改名為市民會館停留場。另外，隨著新的長崎市政廳廳舍於2023年（令和5年）落成，再次改名為市役所停留場。
在2020年7月1日起，此電車站成為指定轉乘站之一。在此之前，唯一轉乘站新地中華街停留場有很多轉乘客，加上觀光客使用該電車站而變得十分擠擁。此電車站成為轉乘站有助分散轉乘客，舒緩新地中華街停留場的擠擁情況。

### 年表
- 1920年（大正9年）
  - 7月9日 - 櫻町至馬町之間開通[12]，古町停留場啟用[7]。
  - 12月25日 - 古町至築町之間開通[12]。古町停留場成為三方分支的電車站。
- 1954年（昭和29年）3月1日 - 隨著走線變更，古町停留場廢止[7]。同時該舊電車站靠近築町一方開設桶屋町停留場，該電車站成為現時的電車站[7]。
- 1963年（昭和38年）3月 - 電車站改名為公會堂前停留場[7]。
- 2002年（平成14年）
  - 7月3日 - 撒走行人天橋[13]。
  - 8月27日 - 2、4、5號系統下行月台進行裝修[14]。在9月12日，上行月台也進行裝修[14]，行人過路處開始使用[13]。
- 2003年（平成15年）3月8日 - 3號系統的月台進行裝修[13]。
- 2018年（平成30年）8月1日 - 電車站改名為市民會館停留場[9][15]。
- 2020年（令和2年）7月1日 - 成為3號系統-4、5號系統的指定轉乘站。
- 2023年（令和5年）1月4日 - 電車站改名為市役所停留場[10]。

## 電車站構造

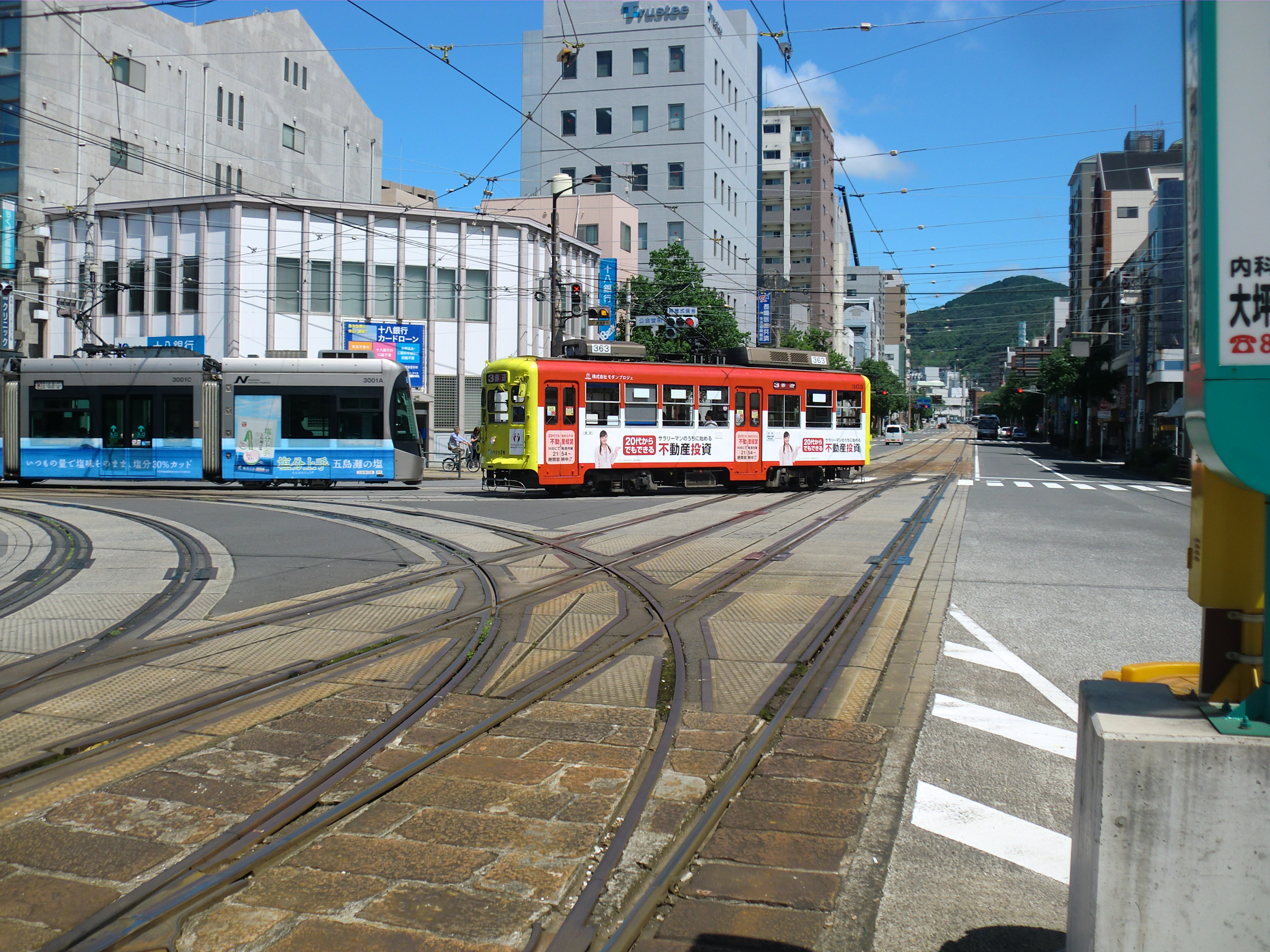
三角線

電車站是建造在共用行車道上。螢茶屋支線和櫻町支線的路軌在路口處分支。在路口向長崎站前一方為櫻町支線，向螢茶屋一方為螢茶屋支線下行，向西濱町一方為螢茶屋支線上行。三方的路軌互相連接，形成一個三角線。曾經分支處只可連接螢茶屋方向至長崎站前方向或西濱町方向兩方，後來才建設連接長崎站前方向和西濱町方向的路軌。
乘車處共兩處，分別靠近長崎站前一方和西濱町一方。兩處乘車當均設有2面2線的相對式月台。停靠靠近長崎站前一方的乘車處為駛入櫻町支線的3號系統，停靠靠近西濱町一方的乘車處為2、4、5號系統。兩處乘車處有一段距離，因此當初不可以同一車費進行轉乘。2、4、5號系統的乘車處原本設有行人天橋，後來為了交通擠擁政策在2002年撤走，同時把電車站進行裝修。翌年には3号系統側の乗り場も改修され、ホームの拡幅延長がなされている。
關於三角線，連接長崎站前方向和西濱町方向的路軌通常沒有電車使用。在2000年10月，曾經試驗從長崎站前出發，途經櫻町、西濱町至大波止之路線，以及環狀運輸的路線，在這個時候便使用了該三角線路段。循環系統曾經在1934年至1937年（昭和9年至昭和12年）之間行走，當時的古町停留場也是設有三方分支的路軌。

### 運行系統
市民會館停留場是櫻町支線和螢茶屋支線電車站之一。當中2、3、4、5系統駛入該電車站。2、4、5系統行走在螢茶屋支線上，3系統會在此電車站從螢茶屋支線轉入櫻町支線。

## 出軌事故
市民會館停留場的分支部分在2007年（平成19年）起發生了5次出軌事故。所有出軌事故都是3號系統，從螢茶屋出發前往赤迫的電車，在電車從螢茶屋方向右轉進入長崎站前方向時出軌。
第1次出軌
在2007年5月19日發生。翌日20日首班車重開。
第2次出軌
在1次出軌5日後的2007年5月24日發生。3號系統前往赤迫的班次在2007年7月18日前暫停服務。
第3次出軌
在2015年10月11日發生。3號系統暫停服務，翌年的2016年5月23日重開，回復正常班次。
第4次出軌
在重開10日後的2016年6月2日再次發生出軌事故。3號系統部分區間暫停服務。在2016年6月10日，除了3號系統赤迫方向外重開。而3號系統前往赤迫的班次在翌年2017年11月29日重開。
第5次出軌
在2020年4月21日發生。翌日22日首班車起重開。
在第三次出軌中，原因是於路軌分支處的V型路軌尖端被磨損，為了防止再次發生出軌事故，便降低了V型路軌尖端以抑制磨損。在這個設計下會使路軌強度降低，與電車車輪接觸時會被變形，造成第4次出軌事故的原因。在調查事故後，運輸安全委員會在事故現場發現右轉路軌的半徑只有20米，因此造成第4次出軌事故，同時指出應該增加半徑。後來長崎電軌把V型路軌尖端回復原本的高度，同時把彎位半徑提高至35米。

## 使用狀況
根據「長崎電軌」的調査，以下為1日的上下車人次資料。
- 1998年 - 4,806人[1]
- 2015年 - 3,300人[39]

## 電車站周邊
電車站鄰近長崎市政廳和長崎市民會館等公共設施。電車站也鄰近觀光景點眼鏡橋，該景點也鄰近眼鏡橋停留場，從此電車站步行數分鐘可到達該景點。
在廢止的古町停留場至櫻町停留場之間的舊線區間部分變為道路，因此在古町路口附近可看到舊時的樣子。在古町至山嶺頂峰一段上斜坡度達40千分比。該處鄰近勝山市場。
- 興福寺
- 晧台寺（日语：晧台寺）
- 松翁軒（日语：松翁軒）
- 龜山社中紀念館

## 其他
- 《7月24日大道的聖誕節（日语：7月24日通りのクリスマス）》 - 2006年上映的電影。電影中會出現「長崎西通」[41]。

## 相鄰電車站
長崎電氣軌道
櫻町支線（■3號系統）
櫻町（44）－市役所（45）－諏訪神社（39）
螢茶屋支線（□2號系統、■4號系統、■5號系統）
眼鏡橋（37）－市役所（45）－諏訪神社（39）
- 在1954年（昭和29年）前，此電車站與眼鏡橋停留場之間曾經設有酒屋町停留場。

## 注腳
1. 1 2 3 4 5 6  田栗 & 宮川 2000，第73頁.
2. ↑  100年史，第126頁當中提及兩座電車站被視為同一座電車站。
3. 1 2 3 4  田栗 2005，第76頁.
4. 1 2  田栗 2005，第75頁.
5. 1 2  田栗 2005，第77頁.
6. 1 2 3  田栗 2005，第78頁.
7. 1 2 3 4 5 6 7  今尾 2009，第57–58頁.
8. ↑  . 長崎市. 2016-12-26  [2017-07-31]. （原始内容存档于2021-10-26） （日语）.
9. 1 2  . 長崎電気軌道. 2018-03-30  [2018-04-04]. （原始内容存档于2018-03-30） （日语）.
10. 1 2  . 長崎電気軌道.   [2022-07-13]. （原始内容存档于2022-07-13） （日本語）.
11. ↑  . 長崎新聞. 2020-01-18  [2020-05-12] （日语）.
12. 1 2  100年史，第129頁.
13. 1 2 3  100年史，第199頁.
14. 1 2  田栗 2005，第156頁.
15. ↑  浅野孝仁. . 毎日新聞（地方版・長崎） (毎日新聞西部本社). 2018-07-31: 23  [2021-10-12]. （原始内容存档于2021-10-27） （日语）.
16. 1 2 3  100年史，第130頁.
17. 1 2  川島 2013，第48頁.
18. ↑  川島 2013，第57頁.
19. 1 2  川島 2007，第122頁.
20. 1 2  100年史，第120頁.
21. ↑  . 毎日新聞（地方版・長崎） (毎日新聞西部本社). 2000-10-14 （日语）.
22. ↑  100年史，第62頁.
23. 1 2  佐藤正樹. . Response. (イード). 2020-04-21  [2020-04-23]. （原始内容存档于2021-10-29） （日语）.
24. ↑  鉄道事故調査報告書，第17頁.
25. 1 2  鉄道事故調査報告書，第18頁.
26. 1 2  鉄道事故調査報告書，第19頁.
27. 1 2  草町義和. . Response. (イード). 2016-05-10  [2017-07-31]. （原始内容存档于2021-10-27） （日语）.
28. ↑  今手麻衣. . 毎日新聞（地方版・長崎） (毎日新聞西部本社). 2016-03-08: 27 （日语）.
29. ↑  鉄道事故調査報告書，第20頁.
30. ↑  鉄道事故調査報告書，第1頁.
31. ↑  草町義和. . Response. (イード). 2016-06-03  [2017-07-31]. （原始内容存档于2021-10-29） （日语）.
32. 1 2  草町義和. . Response. (イード). 2016-06-10  [2017-07-31]. （原始内容存档于2021-10-29） （日语）.
33. 1 2 3  今野悠貴. . 毎日新聞（地方版・長崎） (毎日新聞西部本社). 2017-11-30: 23 （日语）.
34. ↑  佐藤正樹. . Response. (イード). 2020-04-22  [2020-04-23]. （原始内容存档于2021-10-27） （日语）.
35. ↑  鉄道事故調査報告書，第6–8頁.
36. 1 2 3  草町義和. . Response. (イード). 2017-01-20  [2017-07-31]. （原始内容存档于2021-10-29） （日语）.
37. ↑  今手麻衣. . 毎日新聞（地方版・長崎） (毎日新聞西部本社). 2017-01-14: 27 （日语）.
38. ↑  鉄道事故調査報告書，第38頁.
39. ↑  100年史，第125頁.
40. ↑  田栗 2005，第79頁.
41. ↑  . ロケーションジャパン. 地域活性プランニング.   [2017-07-31]. （原始内容存档于2011年12月2日） （日语）.
42. ↑  田栗 2005，第80頁.